# Aethiothemis mediofasciata
Aethiothemis mediofasciata е вид водно конче от семейство Libellulidae.

## Разпространение
Видът е разпространен в Ангола и Демократична република Конго.